# Атанасиос Папастилиадис
Атанасиос Папастилиадис или Стилиадис (на гръцки: Αθανάσιος Παπαστυλιάδης или Στυλιάδης) е македонски гъркоманин, строител и деец на гръцката въоръжена пропаганда.

## Биография
Атанасиос Папастилиадис е роден в 1875 година в зографско и строително семейство от леринското влашко-арванитско гъркоманско село Бел камен (днес Дросопиги). Занимава се със строителство и е известен кат Калфа Папастилиадис (κάλφας Παπαστυλιάδης). В началото на XX век Папастилиадис подпомага активно и дейността на гръцките чети в Македония, воюващи с българските на ВМОРО и е обявен за деец от първи клас. Сътрудничи на Павлос Мелас, който на 17 септември 1904 година, няколко дни преди смъртта си, пребивава в дома на Папастилиадис. Заради революционната си дейност в 1905 година се мести да живее в Костур,а след това емигрира в Румъния, където работи до Младотурската революция в 1908 година. Завръша се в Костур и работи в града и областта му, като изгражда някои от най-важните обществени и частни сгради.
Умира в 1941 година.

## Произведения
Негово дело е красивата сграда на Леринското гръцко девическо училище, построена в 1909 година. Сградата има очевидни общи черти с историческата сграда на Костурската гимназия, като триъгълни или извити фронтони на прозорците и колоните на входа. Днес в сграсат се помещава Второ основно училище на Лерин.
В 1911 година вероятно същият архитект построява сградата близнак на Хрупищкото мъжко и девическо училище, която работи до 1996 година като Първо основно училище. Тя също като Леринското девическо училище е финансирана от фондация „Мелас“. Това е най-старата училищна сграда в Хрупища и в нея се помещават Общинската библиотека и Общинската консерватория.
В 1915 година върху парцел на Костурската митрополия Папастилиадис построява сградата на Костурската гимназия. Сградата първоначално включва седем стаи, два офиса и складови помещения. В 1928 година сградата е разширена с нови крил по проект на Хр. Дзимакас.
На следната 1916 година Папастилиадис построява внушителната камбанария на митрополитската църква „Успение Богородично“ в Костур. Камбанарията заедно с часовника е дар от костурчанина Търпо Дъмбенски (Терпос Дембениотис). Тя е висока 19 m и е изградена от камък с неокласически елементи на шест нива във формата на кула.